# Conférence européenne des Ministres responsables de l’Aménagement du Territoire
Die Conférence européenne des Ministres responsables de l’Aménagement du Territoire, kurz CEMAT, ist eine europäische Raumordnungsministerkonferenz, die zum ersten Mal 1970 einberufen wurde.
Dies geschah auf Initiative der Parlamentarischen Versammlung des Europarates, der in den 60er Jahren die europäische Raumordnung als eine der wichtigsten Aufgaben der Zukunft betrachtet hat.
Auf ihren Konferenzen diskutiert die CEMAT u. a. folgende Themen:
- Ziele und Maßnahmen der Raumordnung in den Mitgliedsländern
- Regionale Entwicklungspolitiken in Europa
- Regionale Ansätze einer europäischen Planungsstrategie für Regionstypen
- Fachliche Ansätze einer europäischen Planungsstrategie
- Raumordnung und Urbanisierungsprobleme

Die Ergebnisse der Konferenzen haben empfehlenden Charakter für den Europarat.

## Beispielhafte Ergebnisse und Arbeiten
- Europäische Raumordnungscharta (1983)
  - Diese lieferte erstmals Orientierungspunkte für eine gemeinsame Raumordnung.
- Europäische regionale Planungsstrategie (1988)
  - Eine Zusammenfassung aller bis dahin erarbeiteten Empfehlungen.
- Leitlinien für eine nachhaltige räumliche Entwicklung auf dem europäischen Kontinent (2000)
  - Diese Leitlinien bestehen aus einem Zehn-Punkte-Programm mit inhaltlichen Aussagen zur Ausrichtung und zu Strategien der zukünftigen Raumordnung. Enthalten ist außerdem eine Aufforderung zur besseren Koordination der Mitgliederländer untereinander.